# Pylodictis olivaris
Pylodictis olivaris es una especie de peces de la familia Ictaluridae en el orden de los Siluriformes.

## Morfología
• Los machos pueden llegar alcanzar los 155 cm de longitud total y 55,8 kg de peso.

## Hábitat
Es un pez de agua dulce y de clima templado.

## Distribución geográfica
Se encuentran en Norteamérica.

## Longevidad
Puede llegar a vivir 20 años.